# Interlaken
Interlaken é uma comuna da Suíça, no cantão de Berna, com cerca de 5300 habitantes. Estende-se por uma área de 4,30 km², de densidade populacional de 1233 hab/km². Confina com as seguintes comunas: Bönigen, Därligen, Matten bei Interlaken, Ringgenberg, Unterseen.

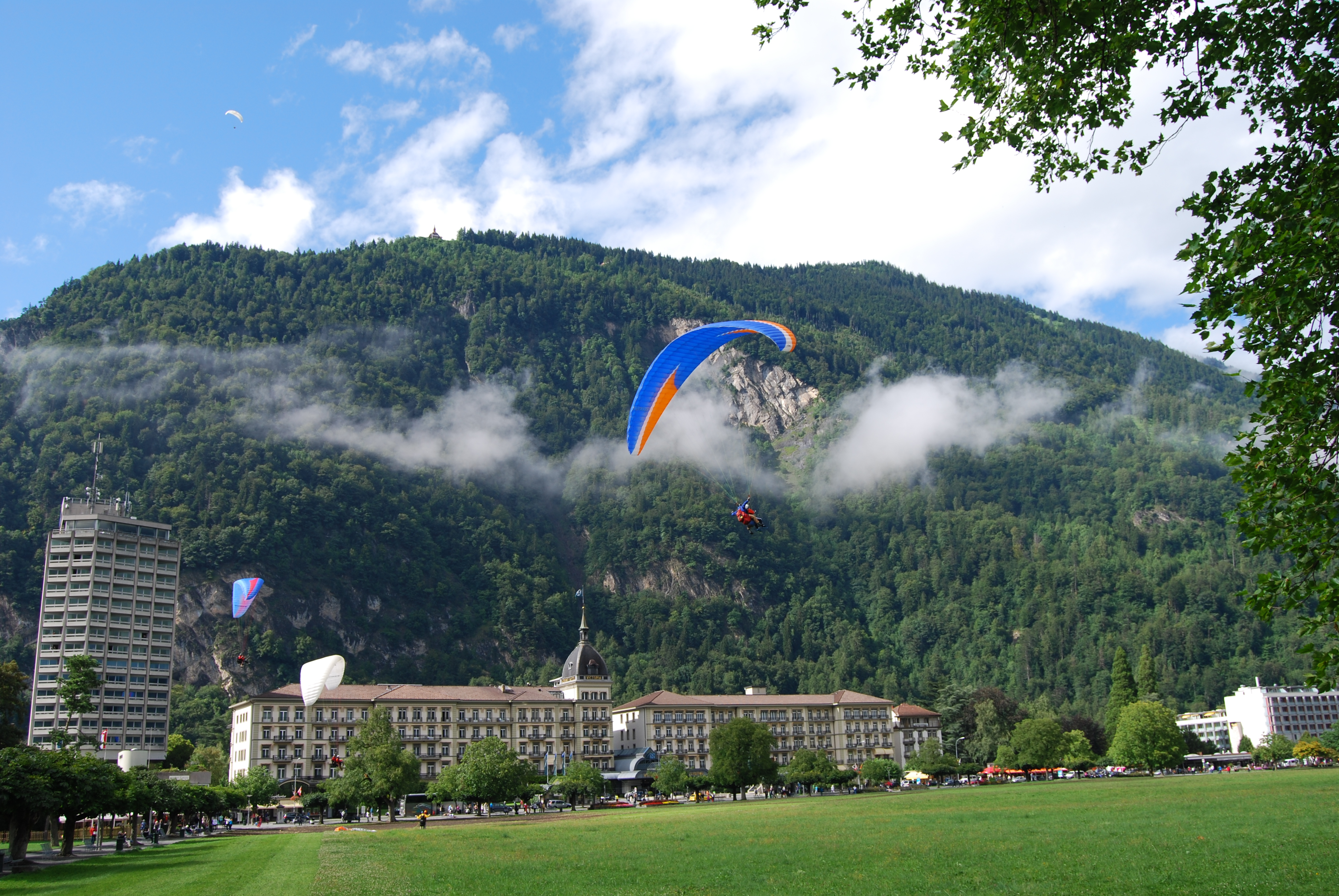
Victoria-Jungfrau, Interlaken

Fica situada entre os lagos de Thun e Birenz, e o seu nome significa justamente "entre os lagos", na língua oficial desta comuna, o alemão.
O belo Lago Brienz é um dos principais destinos de atividades ao ar livre de Interlaken.
É uma das cidades mais charmosas da Suíça. Cercada por montanhas e lagos, Interlaken é procurada por vários turistas durante o ano inteiro. Os países que mais enviam turistas a Interlaken são, por ordem, a Suíça (país local), a Alemanha, a Itália, a França e a Áustria.

## Idiomas
De acordo com o censo de 2000, a maioria da população fala alemão (83,4%), sendo o português a segunda língua mais comum, com 3,9%, e, em terceiro lugar, o italiano, com 2,8%.